# Phlegra bresnieri
Phlegra bresnieri är en spindelart som först beskrevs av Lucas 1846.  Phlegra bresnieri ingår i släktet Phlegra och familjen hoppspindlar. Inga underarter finns listade i Catalogue of Life.